# Dusona sumptuosa
Dusona sumptuosa là một loài tò vò trong họ Ichneumonidae.